# Axel von Freytagh-Loringhoven
Barone Axel August Gustav Johann von Freytagh-Loringhoven (Arensburg, Isola di Ösel, 1º dicembre 1878 – Breslavia, 28 ottobre 1942) è stato un politico tedesco del XIX secolo e del XX secolo.
Apparteneva ad una famiglia dell'alta nobiltà baltica di origine tedesca, la famiglia baronale von Freytagh-Loringhoven, discendente dal generale prussiano Wilhelm von Freytagh-Loringhoven.
Von Freytagh-Loringhoven studiò all'Università di Dorpat e Monaco di Baviera diritto e molto giovane entrò a far parte del gruppo di intellettuali che si riuniva intorno a Ferdinand von Raesfeld a Tartu, gruppo culturale e politico composto per lo più di ufficiali di origine tedesca dell'esercito russo, come Nikolaj Ottovič fon Ėssen, e di professori estoni o lettoni di nobile famiglia e pure di origine tedesca. Questo gruppo rivendicava l'indipendenza degli attuali stati di Estonia e Lettonia sotto una monarchia di tipo parlamentare o costituzionale, che von Freytagh-Loringhoven sosteneva.
Successivamente si trasferì in Germania, dove accompagnò Karl Maximilian von Lichnowsky e Karl Erdmann von Leventzow  in missione diplomatica in Austria; fu poi professore all'Università di Jaroslavl' e Breslavia, in Slesia.
Quando durante la prima guerra mondiale i tedeschi crearono il Ducato Baltico Unito, von Freytagh-Loringhoven entrò nel partito politico che lo sosteneva, ma al contrario del generale Rüdiger von der Goltz, che con la sua politica filo-germanista escludeva dal suo programma politico l'appoggio dei nazionalisti baltici di etnia lituana e estone, von Freytagh-Loringhoven accolse con amicizia le proposte dei rappresentanti di questi.
Durante il periodo di crisi, von Freytagh-Loringhoven fu a capo di un partito nazionalista multietnico baltico, che avrebbe appunto voluto la ripristinazione dei ducati baltici con la monarchia costituzionale, cercando di staccarsi dalla Russia o dalla stessa Germania. Esula prima in Polonia e poi di nuovo in Germania, von Freytagh-Loringhoven fu inizialmente entusiasta del nazismo, considerandolo un ritorno alle antiche origini e un possibile processo di ripristinazione della monarchia (almeno in Germania) e si iscrisse persino al partito, senza però prendere parte alle attività politiche.
Conosciute però le atrocità dei campi di sterminio, l'illegalità delle SS e le sue barbarie e soprattutto la falsa idea monarchica di Adolf Hitler nonché l'impossibilità d'indipendenza da parte di Curlandia, Livonia, Semigallia e Estonia, von Freytagh-Loringhoven si unì al gruppo antinazista sorto all'interno degli ambienti dell'Abwehr e aderì anche al progetto di eliminazione di Hitler, al quale però non prese parte, morendo di cancro due anni prima che potesse essere attuato. Fu però un forte critico dell'ideologia repubblicana e dello status giuridico della Repubblica di Weimar.